# Hipogamia
Hipogamia – termin używany w naukach społecznych na określenie praktyki poślubiania małżonka z niższej kasty lub o niższym statusie społecznym. Potocznie określa się tym terminem także praktykę poszukiwania do związku partnera niższego statusem i pozycją społeczną. Jest to praktykowane głównie przez mężczyzn. Antonim „hipergamia” odnosi się do odwrotności: małżeństwa z osobą o wyższej klasie społecznej lub statusie. 
Hipogamia mężczyzn wynika naturalnej chęci mężczyzny do opiekowania się kobietą, ale też pragnienia do imponowania jej i bycia przez nią szanowanym.